# Máquina de sangre World Tour
Es la sexta gira que realizó la banda de rock argentino Los Piojos. Comenzó el 20 de diciembre de 2003 y terminó el 27 de noviembre de 2004. El punto de inicio fue el estadio de River, para luego continuar por Mar del Plata, Córdoba y el estadio de Vélez, donde tocaron en mayo. Luego de eso siguieron con shows por Córdoba nuevamente, Mendoza y otras fechas más hasta llegar al estadio de Ferro en octubre, y previo a eso giraron por España y Uruguay. La gira terminó con dos shows en Rosario y en el Estadio Único el 12, 13 y 27 de noviembre. Luego realizaron otros shows, y después se metieron a grabar el último disco, titulado Civilización.

## Lanzamiento del disco, recital enRiver, gira y conciertos posteriores

### 2003
El 14 de noviembre sale Máquina de sangre, y su presentación oficial ocurrió el 20 de diciembre en el estadio de River. Resultó ser el concierto más convocante de la historia de Los Piojos, con más de 70.000 personas. El concierto en River marcó el debut de Miguel de Ipola, que ingresó a la banda tras su fugaz paso por Rata Blanca. Fue así que la banda despidió un excelente año.

### 2004
Comenzaron un nuevo año con un concierto en Mar del Plata, a un mes y 10 días del concierto en estadio de River. El 8 de febrero participaron de la cuarta edición del Cosquín Rock junto a No Te Va Gustar, León Gieco, Luis Alberto Spinetta, Daniel Melingo y el hermano de Ricardo Mollo. Lo más destacado de este show fue que Andrés Ciro Martínez sufrió una lesión en la rodilla. El 1 de mayo partieron hacia España para tocar en una nueva edición del Viña Rock junto a Rata Blanca, Logos y La Renga. Tras esta participación, volvieron a la Argentina para tocar el 22 y 25 de mayo en el estadio de Vélez. La fecha real del segundo concierto iba a ser el 23 de mayo pero se suspendió por cuestiones de clima. Contaron con invitados como Pappo, Ricardo Mollo y Omar Mollo. Luego de esos shows, la banda regresó a Córdoba para dar dos shows en el Orfeo Superdomo el 10 y 11 de junio, y el 18 tocaron en el Estadio Pacífico. El 2 y 3 de julio dieron dos shows en el estadio cubierto de Unión, para encarar luego una gira por el sur de la Argentina que duró entre el 30 de julio y el 29 de agosto, mientras que entre septiembre y octubre tocaron en España otra vez. El 10 de octubre tocaron en el estadio Centenario de Montevideo, para volver a la Argentina el 22 de octubre dando un concierto en el estadio de Ferro en la segunda edición del Quilmes Rock. La gira terminó el 27 de noviembre de 2004 con un show en el Estadio Único ante 55.000 fanes, y luego hicieron un parate de 9 meses por la operación de Andrés Ciro Martínez tras su caída en la participación de la banda en el Cosquín Rock.

### 2005
El 30 de septiembre, la banda regresa a los escenarios tras 9 meses, tiempo en el cual se rumoreó la separación de la banda por problemas internos. Se agregó una nueva función para el 1 de octubre. Vuelven a tocar en el estadio Obras el 7 de octubre para participar de la primera edición del Pepsi Music. Esto significó su regreso a Buenos Aires. En noviembre participaron del programa La Noche del 10, que tuvo lugar en el estadio Luna Park. En diciembre, la banda regresa al Obras tras 5 años, participando así del mini festival Cuál Es Rock junto a Divididos. Sobre el fin del show, se juntaron las dos bandas juntas para tocar el tema de Pappo, El viejo. Despiden el año con dos shows en el estadio de Boca el 22 y 23 de diciembre. Esos shows se iban a realizar el 9 y 10 de diciembre, pero se corrieron.

### 2006
Este fue un año de escasas presentaciones para la banda. Tocaron en Mar del Plata el 28 de enero y volvieron al estadio de River el 21 y 23 de febrero para telonear a The Rolling Stones junto a La 25 y Las Pelotas. Luego volvieron nuevamente al estadio Luna Park el 26, 27 y 30 de abril y el 15, 16, 24 y 25 de agosto.

### 2007
Comenzaron el año con una serie de shows en Mendoza, San Luis y Córdoba hasta regresar nuevamente al estadio de River para la presentación en el Quilmes Rock junto a Kapanga e Intoxicados, ambos locales, El Tri de México y Ojos de Brujo de España, ante la atenta mirada de 50.000 fanes. El show del 31 de marzo.

## Conciertos
| Fecha                    | Ciudad             | País      | Recinto                                 | Asistencia    |
| ------------------------ | ------------------ | --------- | --------------------------------------- | ------------- |
| Primera gira             |                    |           |                                         |               |
| 20 de diciembre de 2003  | Buenos Aires       | Argentina | Estadio River Plate                     | 70,000        |
| 30 de enero de 2004      | Mar del Plata      | Argentina | Estadio Patinódromo                     | No disponible |
| 8 de febrero de 2004     | Córdoba            | Argentina | Plaza Próspero Molina                   | No disponible |
| 1 de mayo de 2004        | Villarobledo       | España    | Auditorio municipal de Albacete         | No disponible |
| 22 de mayo de 2004       | Buenos Aires       | Argentina | Estadio Vélez Sarfield                  | No disponible |
| 25 de mayo de 2004       | Buenos Aires       | Argentina | Estadio Vélez Sarfield                  | No disponible |
| 10 de junio de 2004      | Córdoba            | Argentina | Superdomo Orfeo                         | No disponible |
| 11 de junio de 2004      | Córdoba            | Argentina | Superdomo Orfeo                         | No disponible |
| 18 de junio de 2004      | Mendoza            | Argentina | Estadio Pacífico                        | No disponible |
| 19 de junio de 2004      | Mendoza            | Argentina | Estadio Pacífico                        | No disponible |
| 2 de julio de 2004       | Santa Fe           | Argentina | Estadio cubierto Club Unión de Santa Fe | No disponible |
| 3 de julio de 2004       | Santa Fe           | Argentina | Estadio cubierto Club Unión de Santa Fe | No disponible |
| 30 de julio de 2004      | Tucumán            | Argentina | Club Central Argentino                  | No disponible |
| 1 de agosto de 2004      | Jujuy              | Argentina | La Vieja Estación del Ferrocarril       | No disponible |
| 8 de agosto de 2004      | Río Grande         | Argentina | Gimnasio Don Bosco                      | No disponible |
| 10 de agosto de 2004     | Ushuaia            | Argentina | Planta Recuperada Renacer               | No disponible |
| 14 de agosto de 2004     | Comodoro Rivadavia | Argentina | Club Huergo                             | No disponible |
| 21 de agosto de 2004     | Neuquén            | Argentina | Estadio Ruca Che                        | No disponible |
| 24 de agosto de 2004     | Bariloche          | Argentina | Club Bomberos                           | No disponible |
| 28 de agosto de 2004     | Bahía Blanca       | Argentina | Club Universitario                      | No disponible |
| 29 de agosto de 2004     | Bahía Blanca       | Argentina | Club Universitario                      | No disponible |
| 19 de septiembre de 2004 | Salta              | Argentina | Estadio Delmi                           | No disponible |
| 29 de septiembre de 2004 | Barcelona          | España    | Sala Bikini                             | No disponible |
| 2 de octubre de 2004     | Granada            | España    | Sala Industrial Copera                  | No disponible |
| 10 de octubre de 20041   | Montevideo         | Uruguay   | Estadio Centenario                      | No disponible |
| 22 de octubre de 20042   | Buenos Aires       | Argentina | Estadio Ferro                           | No disponible |
| 12 de noviembre de 2004  | Rosario            | Argentina | Estadio Cubierto Club Atlético Newell's | No disponible |
| 13 de noviembre de 2004  | Rosario            | Argentina | Estadio Cubierto Club Atlético Newell's | No disponible |
| 27 de noviembre de 2004  | La Plata           | Argentina | Estadio Ciudad de La Plata              | No disponible |
| Segunda gira             |                    |           |                                         |               |
| 30 de septiembre de 2005 | Santa Fe           | Argentina | Estadio cubierto Club Unión de Santa Fe | No disponible |
| 1 de octubre de 2005     | Santa Fe           | Argentina | Estadio cubierto Club Unión de Santa Fe | No disponible |
| 7 de octubre de 20053    | Buenos Aires       | Argentina | Estadio Obras                           | No disponible |
| 7 de noviembre de 20054  | Buenos Aires       | Argentina | Estadio Luna Park                       | No disponible |
| 7 de diciembre de 20055  | Buenos Aires       | Argentina | Estadio Obras                           | No disponible |
| 22 de diciembre de 2005  | Buenos Aires       | Argentina | Estadio Boca Juniors                    | No disponible |
| 23 de diciembre de 2005  | Buenos Aires       | Argentina | Estadio Boca Juniors                    | No disponible |
| 28 de enero de 20065     | Mar del Plata      | Argentina | Estadio Patinódromo                     | No disponible |
| 21 de febrero de 2006    | Mar del Plata      | Argentina | Estadio Patinódromo                     | No disponible |
| 21 de febrero de 20066   | Buenos Aires       | Argentina | Estadio River Plate                     | No disponible |
| 23 de febrero de 20066   | Buenos Aires       | Argentina | Estadio River Plate                     | No disponible |
| 26 de abril de 2006      | Buenos Aires       | Argentina | Estadio Luna Park                       | No disponible |
| 27 de abril de 2006      | Buenos Aires       | Argentina | Estadio Luna Park                       | No disponible |
| 29 de abril de 2006      | Buenos Aires       | Argentina | Estadio Luna Park                       | No disponible |
| 15 de agosto de 2006     | Buenos Aires       | Argentina | Estadio Luna Park                       | No disponible |
| 16 de agosto de 2006     | Buenos Aires       | Argentina | Estadio Luna Park                       | No disponible |
| 24 de agosto de 2006     | Buenos Aires       | Argentina | Estadio Luna Park                       | No disponible |
| 25 de agosto de 2006     | Buenos Aires       | Argentina | Estadio Luna Park                       | No disponible |
| 17 de marzo de 2007      | Mendoza            | Argentina | Estadio El Santo                        | No disponible |
| 29 de marzo de 2007      | San Luis           | Argentina | Anfiteatro Ave Fénix                    | No disponible |
| 31 de marzo de 2007      | Villa María        | Argentina | Anfiteatro Villa María                  | No disponible |
| 14 de abril de 20077     | Buenos Aires       | Argentina | Estadio River Plate                     | No disponible |

## Formación durante la gira
- Andrés Ciro Martínez - Voz y armónica (1989-2009)
- Gustavo Kupinski - Guitarra (1991-2009)
- Daniel Fernández - Guitarra (1988-2008)
- Miguel Ángel Rodríguez - Bajo (1988-2009)
- Sebastián Cardero - Batería (2000-2009)
- Miguel de Ipola - Teclados (2003-2009)